# 赤磐市吉井郷土資料館
赤磐市吉井郷土資料館（旧仁堀尋常高等小学校本館）（あかいわしよしいきょうどしりょうかん（きゅうにぼりじんじょうこうとうしょうがっこうほんかん））は、1927年（昭和2年）に建築された旧仁堀尋常高等小学校本館を移転・縮小改築した建造物。2007年（平成19年）に登録有形文化財に登録され、郷土の民俗資料や学校関連の資料を展示している。

## 概要
1927年（昭和2年）に赤磐郡仁堀村に仁堀尋常小学校の本館として新校舎が建設される。
当時の仁堀尋常小学校は郡北部の5か村の中心的伝統校であり、多くの卒業生を送り出したが、
農村の急激な過疎化により統廃合が相次ぎ、1981年（昭和56年）閉校した。
しかし解体を惜しむ多くの学区民、卒業生から保存を望む声が寄せられ、
せめて記録に留めようと自主研究として実測調査が行われ始めた。
その結果解体方針が再検討され、この校舎そのものが郷土の歴史的資料として寛容され
1984年（昭和59年）に吉井郷土資料館として残されることとなる。
本来建っていた場所に建てられることが望まれたが、新しい施設に期待される多くの住民への利便性、
円滑な管理運営、校舎跡地の有効活用などのいくつかの課題を解決するために現在の場所に移築されることとなった。
そして2007年（平成19年）5月15日、吉井郷土資料館は登録有形文化財に登録される。

## 沿革

### 小学校の開設から廃校まで
- 1869年（明治2年） - 仁堀中に校舎を設置し、教育を開始。
- 1875年（明治8年） - 仁堀東に校舎を新築、第23番学区仁堀小学校と改称。
- 1892年（明治25年） - 仁堀尋常小学校と改称。
- 1910年（明治43年） - 女子補習科を設置。
- 1919年（大正8年） - 実業補修学校男子部を設置。
- 1921年（大正10年） - 仁堀実業補修学校と改称。
- 1926年（大正15年） - 仁堀実業公民学校と改称。校舎を現在の位置に改築することを村会で決議。岡山県技師市川正彦に設計を委任。
- 1927年（昭和2年） - 戸川熊次郎により新校舎落成。
- 1941年（昭和16年） - 仁堀国民学校と改称。
- 1947年（昭和22年） - 仁堀小学校と改称。
- 1956年（昭和31年） - 吉井町立仁堀小学校と改称。
- 1971年（昭和46年） - 沓石小学校と統合。
- 1981年（昭和56年） - 閉校。布都美小学校と統合し、仁美小学校となる。

### 小学校から郷土資料館へ
- 1984年（昭和59年） - 吉井郷土資料館として移築。
- 2007年（平成19年） - 5月15日登録有形文化財に登録。

## 建築

### 概要
昭和初期のモダンな洋風建築である。当時の小学校建築の先駆けとなった。
移転された今では左右がほぼ対象だが、元々は左右非対称の建物で、全体的には英国風のネオチューダー様式である。
元々の旧仁堀尋常高等小学校本館は、全長45.5メートル、奥行9.1メートル、高さ11.6メートルの大型の建物で、1926年（大正15年）に設計された。ただし、移築に際して規模は約半分（延べ床面積424平方メートル）に縮小された。

### 玄関
- 正面玄関はネオルネッサンス様式
- 玄関ポーチとマンサード屋根を冠した象徴的な中央部の意匠をもつ。[2]
- 玄関の庇を支える柱はドイツ式の下見板張り[3]で、左右の出入り口の柱にはアールデコ調の持ち送り柱（コンソール）や小窓が使用されている。

### 屋根
- 中央の駒形切妻屋（ギャンブレル屋根）が特徴的である。
- 移築する前は斜格子の青い天然スレート葺[3]であった。
- 現在は建築当初の赤色に戻し鉄板で一文字葺き[3]になっている。
- 洋風建築でありながら和風の棟飾り（フィニアル）や懸魚[3]が使われているのも特徴である。

### 壁
- 木製で、アメリカ式の下見板張り
- 着色した吹付け風の西洋漆喰（ドイツ壁）と亀甲型のメダリオンで装飾されている。

### 内部
- 窓ガラスには、「仁」の文字が入っている。
- 2階の1室には、往年の「作法室・裁縫室」が残っており、床の間付きの畳55帖敷きで、天井は講堂から移された飾り天井となっている。

### 画像

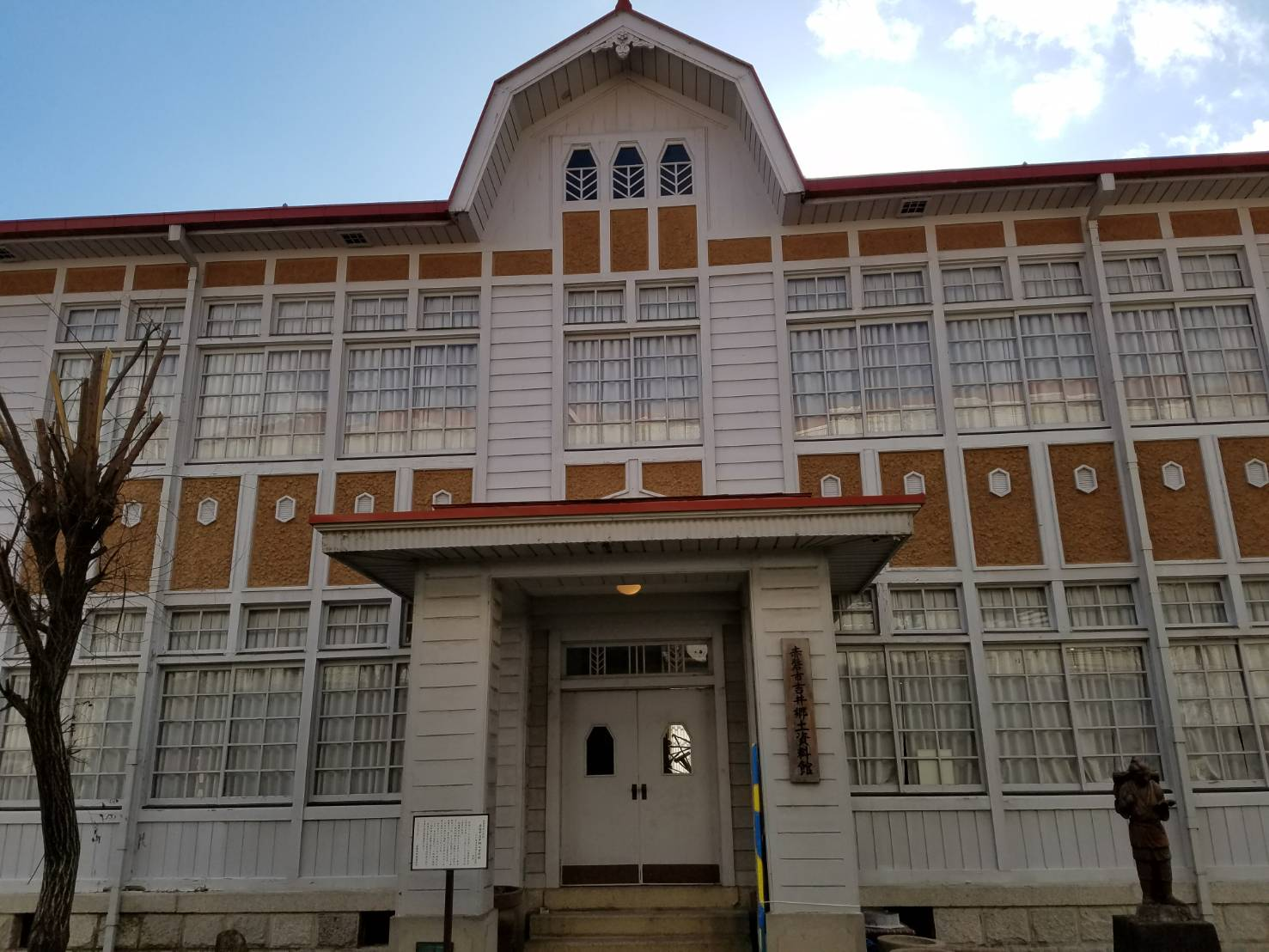
玄関
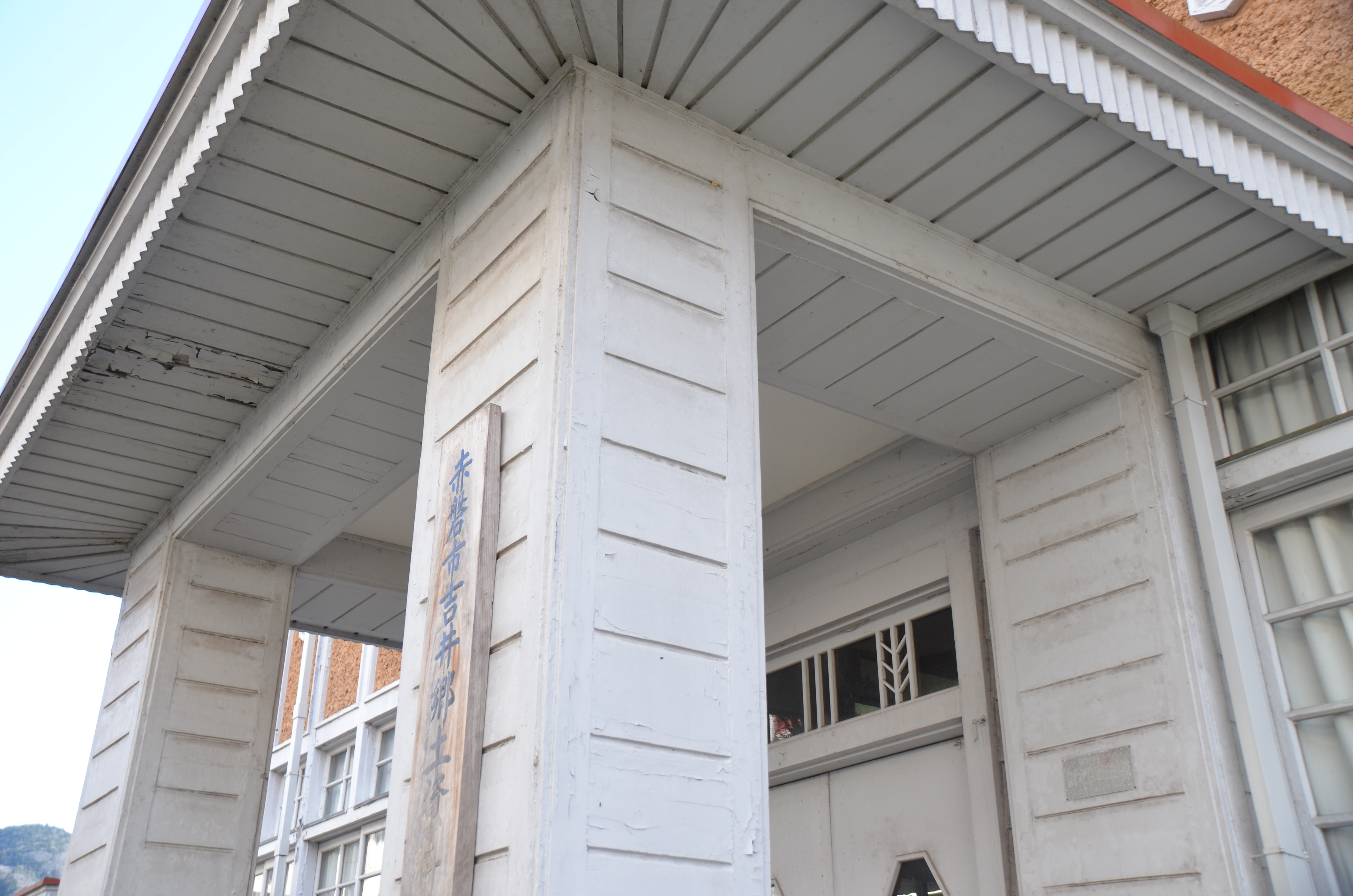
ドイツ式下見板張り
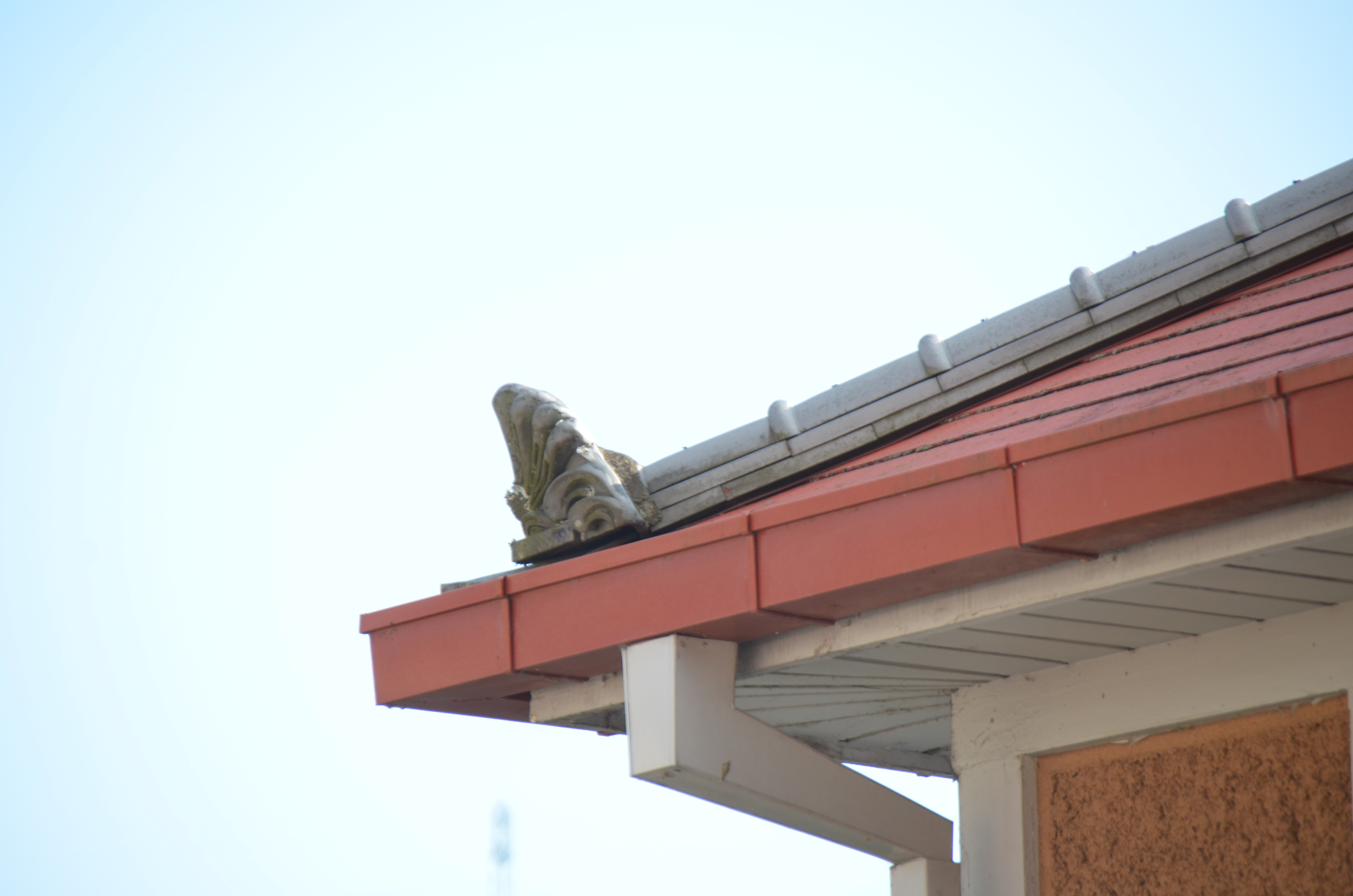
棟飾り
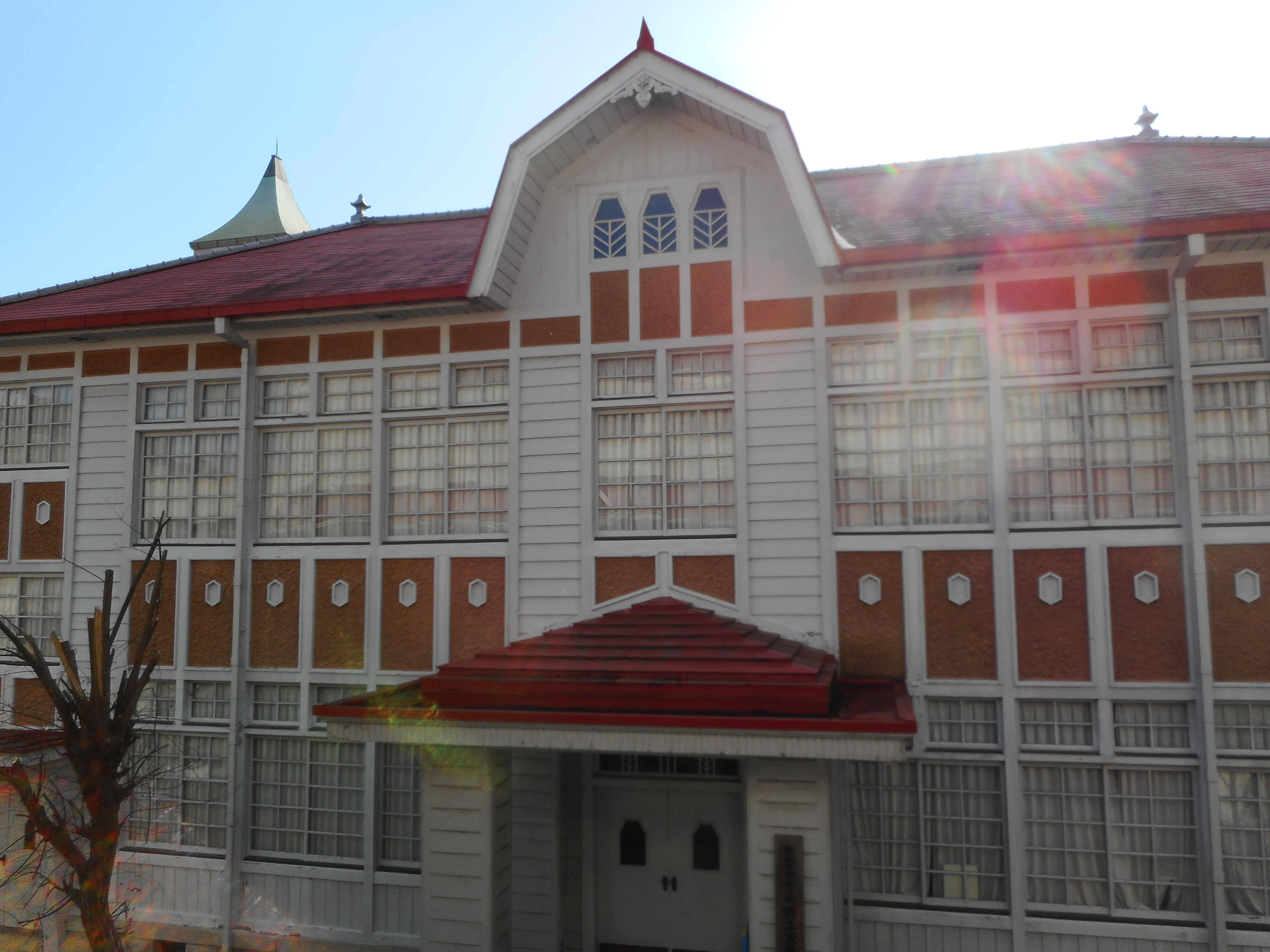
屋根
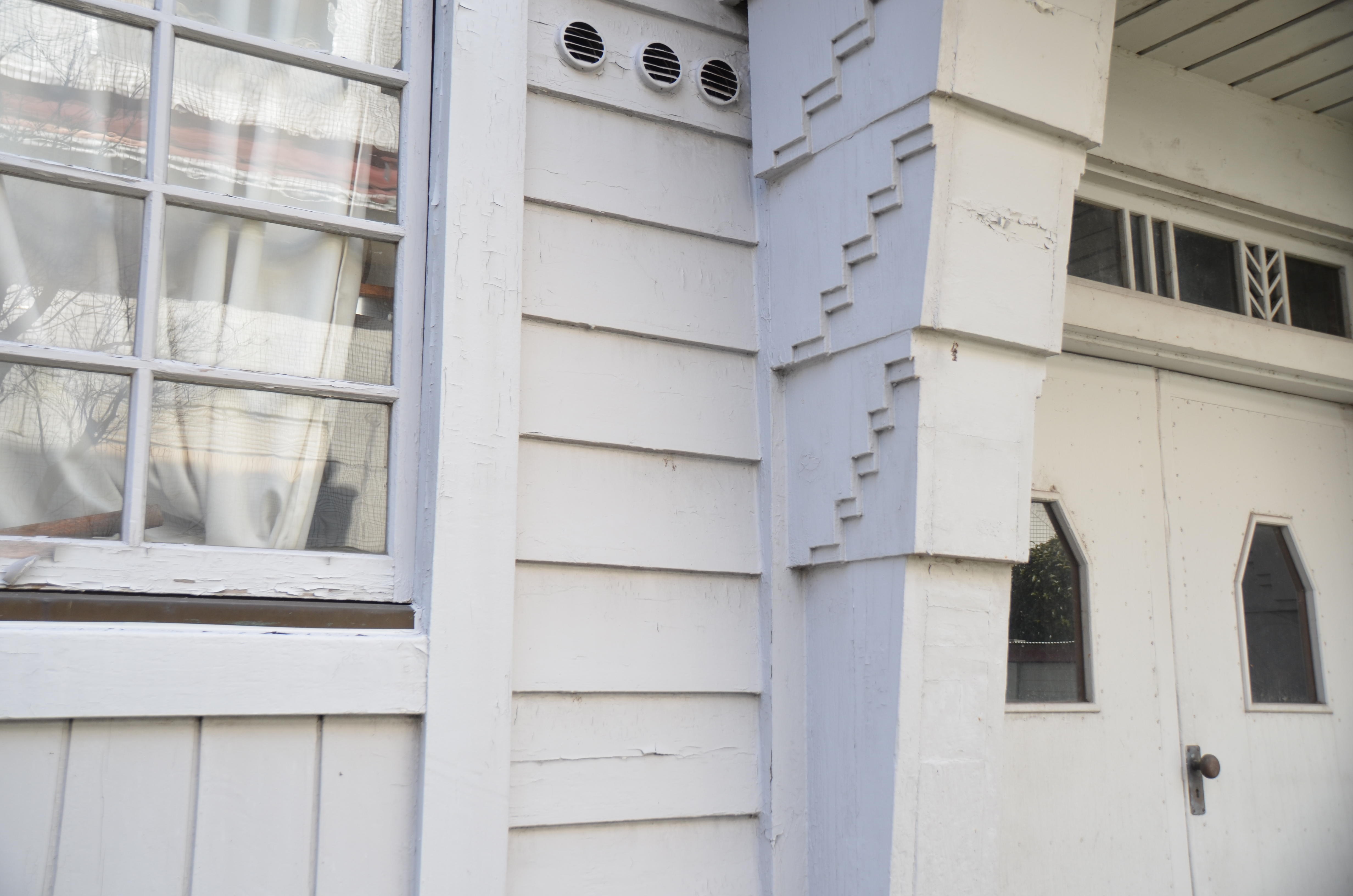
アメリカ式下見板張り
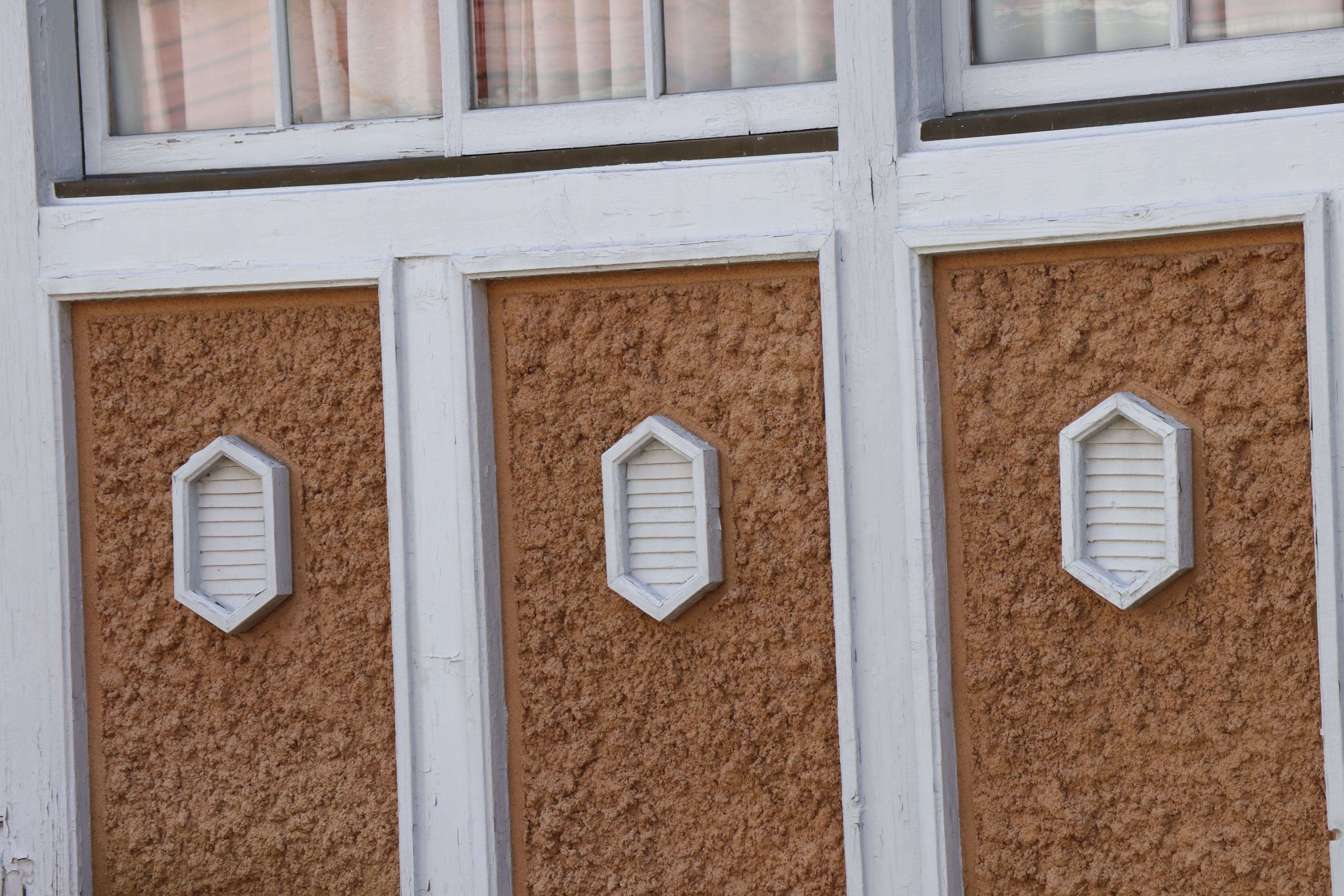
メダリオン

## 交通アクセス

### 路線バス
- 宇野自動車（広域路線バス赤磐・美作線）林野駅行きに下市より乗車 吉井中学校前で下車 約40分[4]
- 西日本旅客鉄道（JR西日本）山陽本線和気駅前より広域路線バス赤磐・和気線 吉井中学校前で下車 約30分[4]

## 利用情報
- 開館：月曜日 - 金曜日
- 開館時間：9:00 - 17:00（入館16:30まで）
- 休館日：土・日・祝日 12月28日 - 1月4日
- 入館料：無料
- 駐車場：あり